# Колесса Ярема Іванович
Ярема Іванович Колесса (нар. 6 квітня 1965, м. Львів) — український диригент, педагог, професор (2010). Заслужений артист України (2002).
Онук Миколи, правнук Філарета Колессів.

## Життєпис
Ярема Колесса народився 6 квітня 1965 року в місті Львові.
У 1988 році закінчив Львівську консерваторію (нині національна музична академія, клас Миколи Колесси), в якій нині працює професором (від 2010) катедри оперної підготовки.
З 1990 — диригент симфонічного оркестру Львівської національної філармонія імені Мирослава Скорика. Гастролює в Україні та Польщі. Має записи на компакт-дисках, радіо та телебаченні.

## Нагороди
- заслужений артист України (26 лютого 2002) — за вагомий особистий внесок у розвиток української культури і мистецтва, високу професійну майстерність[1].